# Lichenopteryx despecta
Lichenopteryx despecta är en fjärilsart som beskrevs av Felder 1874. Lichenopteryx despecta ingår i släktet Lichenopteryx och familjen Eupterotidae. Inga underarter finns listade i Catalogue of Life.